# Myrtastrum
Myrtastrum es un género monotípico de plantas con flores de la familia Myrtaceae. Su única especie: Myrtastrum rufopunctatum (Pancher ex Brongn. & Gris) Burret, Notizbl. Bot. Gart. Berlin-Dahlem 15: 494 (1941), es originaria de Nueva Caledonia.

## Sinonimia
- Myrtus rufopunctata Pancher ex Brongn. & Gris, Bull. Soc. Bot. France 12: 176 (1865).[1]